# Mammillaria
Mammillaria ist eine Pflanzengattung aus der Familie der Kakteengewächse (Cactaceae). Der botanische Name der Gattung leitet sich vom lateinischen Wort mamilla für ‚Brustwarze‘ ab und verweist auf die mit „Warzen“ versehenen Triebe. Die Gattung Mammillaria zählt gemeinsam mit den Opuntien und der Gattung Echinopsis zu den drei artenreichsten Gattungen der Kakteengewächse. Ihr Hauptverbreitungsgebiet befindet sich in Mexiko.
Eine der etwa 180 heute anerkannten Arten war bereits Carl von Linné bekannt und wurde von ihm Mitte des 18. Jahrhunderts in seinem Werk Species Plantarum beschrieben.

## Beschreibung

### Vegetative Merkmale
Es sind kugelige bis längliche, sukkulente Pflanzen, die einzeln stehen oder Polster aus Seitensprossen bilden. Sie enthalten Milchsaft oder keinen; die mit Milchsaft entweder außen in der Wuchszeit bei Verletzung sichtbar milchend oder nur im Innern und schwächer. Statt Rippen weisen die Pflanzen Warzen auf, diese in etwas unterschiedlicher Gestalt und in sich gegenseitig überschneidenden Spiralen angeordnet, deren Zahl im Allgemeinen für die jeweilige Art kennzeichnend ist. Die Axillen (Vertiefungen zwischen den Warzen) können völlig kahl sein, oder sie weisen mehr oder weniger lange Wolle auf, mitunter auch Borsten oder mehr oder weniger lange Haare; die Areolen (Sitz der Stachelbündel auf den Warzen) sind zumindest anfangs gewöhnlich mit sichtbarem Filz oder mehr oder weniger Wolle besetzt, verkahlen aber meist später. Durch den Axillen- und Areolenbesatz mit Filz oder Wolle sind die Scheitel in solchen Fällen mehr oder weniger wollig; eine Anzahl Arten entwickeln die Axillenwolle stärker in der Blütenregion, so dass dann ringförmige wollige Zonen auftreten.
Die Zahl und die Art der Dornen ist ebenfalls sehr unterschiedlich; sie können gerade, gebogen oder z. T. gehakt sein, sehr fein bis derb, glatt, rau oder fein behaart, z. T. borstig und weich, haarartig wie auch gefiedert.

### Blüten

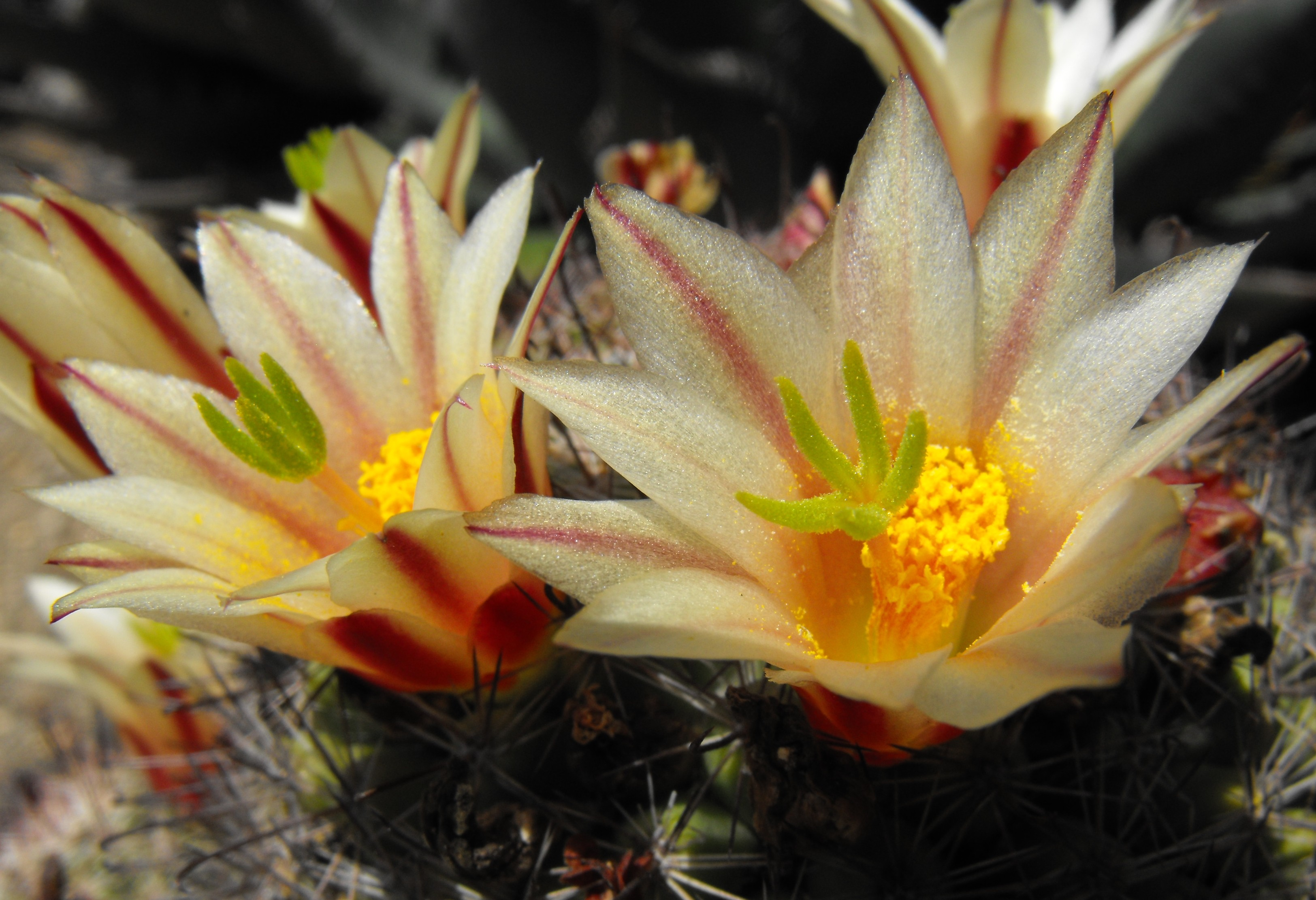
Blüten von Mammillaria dioica

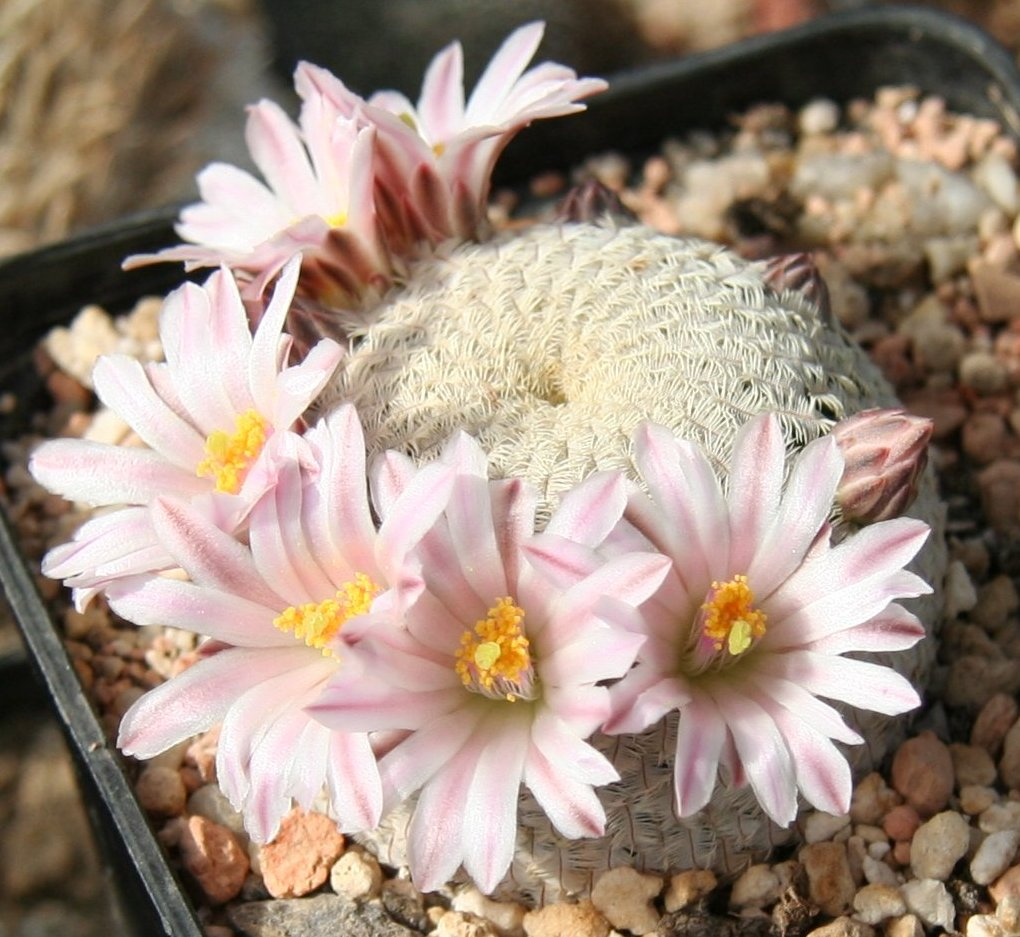
Mammillaria pectinifera

Die Blüten erscheinen nie im Scheitel, sondern kranzförmig aus dem Axillen des Vorjahreswuchses. Die zwittrigen, radiärsymmetrischen Blüten sind röhren-, glocken- oder radförmig und sind verschieden groß, überwiegend klein, mitunter auch ziemlich groß, besonders bei einem Teil der Arten mit Hakenstacheln, 4 bis 5,2 Zentimeter mal 0,6 bis 3,5 (bis 7,5) Zentimeter. Es sind viele Blütenhüllblätter vorhanden, 4 bis 30 mm lang und 1,5 bis 8,5 mm breit. Die Farben der Blütenhüllblätter reichen von Weiß über gelblich bis zu verschiedenen Tönen von Rot. Bei den mehr oder weniger weichfleischigen (und oft mehr oder weniger behaarten) Pflanzen mit Hakenstacheln sind die Blüten gewöhnlich klein. Bei anderen hakenstachligen Arten gibt es z. B. auch mehr glockig-trichterige Blüten verschiedener Größe, Hakenstacheln im Übrigen bei allen drei im Saft verschiedenen Sektionen. Blütenröhre, Fruchtknoten und Frucht sind kahl und so gut wie schuppenlos. Es sind viele Staubblätter vorhanden.

### Früchte und Samen
Nach dem Abblühen wird die Frucht zuerst nicht sichtbar gebildet, sondern sie erscheint bei der Reife aus den Axillen, das heißt; sie wird daraus hervorgeschoben. Die Fruchtfarbe ist grün bis rot oder auch gerötet-grün, z. T. auch knallrot. Die saftigen Früchte sind zylindrisch bis eiförmig, 5 bis 30 (bis 40) mm lang und (2 bis) 4 bis 9 (bis 26) mm breit. Die Größe der Samen beträgt 0,8 bis 1,5 × 0,6 bis 1,4 mm, die Größe und Form ist je nach Art verschieden. Die Samenschale ist glatt bis punktiert oder feinhöckerig, matt bis glänzend, gelblich bis schwarz.

## Systematik und Verbreitung
Das Verbreitungsgebiet der Gattung Mammillaria erstreckt sich vom Südwesten der Vereinigten Staaten über Mexiko durch ganz Mittelamerika, einschließlich der Karibischen Inseln, bis nach Venezuela und Kolumbien. Das Gebiet mit der größten Artenvielfalt befindet sich in Mexiko.
Die Erstbeschreibung der Gattung erfolgte 1812 durch Adrian Hardy Haworth und umfasste die drei Arten Mammillaria simplex (Synonym von Mammillaria mammillaris), Mammillaria prolifera, Mammillaria discolor. Die Typusart der Gattung ist Mammillaria simplex. 

### Systematik nach N.Korotkova et al. (2021)
Die Gattung umfasst folgenden Arten:
- Mammillaria albicoma Boed.
- Mammillaria albiflora (Werderm.) Backeb.
- Mammillaria albilanata Backeb.
  - Mammillaria albilanata subsp. albilanata
  - Mammillaria albilanata subsp. oaxacana D.R.Hunt
  - Mammillaria albilanata subsp. reppenhagenii (D.R.Hunt) D.R.Hunt
  - Mammillaria albilanata subsp. tegelbergiana (H.E.Gates ex G.E.Linds.) D.R.Hunt
- Mammillaria anniana Glass & R.A.Foster
- Mammillaria aureilanata Backeb.
- Mammillaria backebergiana F.G.Buchenau
  - Mammillaria backebergiana subsp. backebergiana
  - Mammillaria backebergiana subsp. ernestii (Fittkau) D.R.Hunt
- Mammillaria baumii Boed.
- Mammillaria beneckei Ehrenb.
- Mammillaria bertholdii Linzen
- Mammillaria bocasana Poselg.
- Mammillaria bocensis R.T.Craig
- Mammillaria boelderliana Wohlschl.
- Mammillaria bombycina Quehl
  - Mammillaria bombycina subsp. bombycina
  - Mammillaria bombycina subsp. perezdelarosae (Bravo & Scheinvar) D.R.Hunt
- Mammillaria brandegeei (J.M.Coult.) K.Brandegee
  - Mammillaria brandegeei subsp. brandegeei
  - Mammillaria brandegeei subsp. gabbii (Engelm. ex J.M.Coult.) D.R.Hunt
  - Mammillaria brandegeei subsp. glareosa (Boed.) D.R.Hunt
  - Mammillaria brandegeei subsp. lewisiana (H.E.Gates) D.R.Hunt
- Mammillaria breviplumosa García-Mor., Ramírez-Chap., Sigala-Chav. & Iamonico
- Mammillaria candida Scheidw.
- Mammillaria carmenae Castañeda
- Mammillaria carnea Zucc. ex Pfeiff.
- Mammillaria carretii Rebut ex K.Schum.
- Mammillaria coahuilensis (Boed.) Moran
- Mammillaria columbiana Salm-Dyck
  - Mammillaria columbiana subsp. columbiana
  - Mammillaria columbiana subsp. yucatanensis (Britton & Rose) D.R.Hunt
- Mammillaria compressa DC.
  - Mammillaria compressa subsp. centralifera (Repp.) D.R.Hunt
  - Mammillaria compressa subsp. compressa
- Mammillaria crassior Repp.
- Mammillaria crinita DC.
  - Mammillaria crinita subsp. crinita
  - Mammillaria crinita subsp. leucantha (Boed.) D.R.Hunt
  - Mammillaria crinita subsp. wildii (A.Dietr.) D.R.Hunt
- Mammillaria crucigera Mart.
  - Mammillaria crucigera subsp. crucigera
  - Mammillaria crucigera subsp. tlalocii (Repp.) D.R.Hunt
- Mammillaria decipiens Scheidw.
  - Mammillaria decipiens subsp. albescens (Tiegel) D.R.Hunt
  - Mammillaria decipiens subsp. camptotricha (Dams) D.R.Hunt
  - Mammillaria decipiens subsp. decipiens
- Mammillaria deherdtiana Farwig
  - Mammillaria deherdtiana subsp. deherdtiana
  - Mammillaria deherdtiana subsp. dodsonii (Bravo) D.R.Hunt
- Mammillaria densispina (J.M.Coult.) Orcutt
- Mammillaria discolor Haw.
- Mammillaria dixanthocentron Backeb. ex Mottram
- Mammillaria duoformis R.T.Craig & E.Y.Dawson
- Mammillaria duwei Rogoz. & P.J.Braun
- Mammillaria eichlamii Quehl
- Mammillaria ekmanii Werderm.
- Mammillaria elongata DC.
  - Mammillaria elongata subsp. echinaria (DC.) D.R.Hunt
  - Mammillaria elongata subsp. elongata
- Mammillaria eriacantha Link & Otto ex Pfeiff.
  - Mammillaria eriacantha subsp. eriacantha
  - Mammillaria eriacantha subsp. velizii J.Linares
- Mammillaria erythrosperma Boed.
- Mammillaria evermanniana (Britton & Rose) Orcutt
- Mammillaria fittkaui Glass & R.A.Foster
  - Mammillaria fittkaui subsp. fittkaui
  - Mammillaria fittkaui subsp. limonensis (Repp.) Lüthy
- Mammillaria flavicentra Backeb. ex Mottram
- Mammillaria formosa Galeotti ex Scheidw.
  - Mammillaria formosa subsp. chionocephala (J.A.Purpus) D.R.Hunt
  - Mammillaria formosa subsp. formosa
  - Mammillaria formosa subsp. microthele (Muehlenpf. & Tiegel) D.R.Hunt
  - Mammillaria formosa subsp. pseudocrucigera (R.T.Craig) D.R.Hunt
- Mammillaria ×gajii Chvastek & Halda
- Mammillaria gasseriana Boed.
- Mammillaria geminispina Haw.
  - Mammillaria geminispina subsp. geminispina
  - Mammillaria geminispina subsp. leucocentra (A.Berg) D.R.Hunt
- Mammillaria gigantea Hildm. ex K.Schum.
- Mammillaria glassii R.A.Foster
- Mammillaria glochidiata Mart.
- Mammillaria grusonii Runge
- Mammillaria guerreronis (Bravo) Boed.
- Mammillaria guillauminiana Backeb.
- Mammillaria haageana Pfeiff.
- Mammillaria hahniana Werderm.
- Mammillaria halbingeri Boed.
- Mammillaria hernandezii Glass & R.A.Foster
- Mammillaria herrerae Werderm.
- Mammillaria heyderi Muehlenpf.
  - Mammillaria heyderi subsp. gaumeri (Britton & Rose) D.R.Hunt
  - Mammillaria heyderi subsp. gummifera (Engelm.) D.R.Hunt
  - Mammillaria heyderi subsp. hemisphaerica (Engelm.) D.R.Hunt
  - Mammillaria heyderi subsp. heyderi
  - Mammillaria heyderi subsp. macdougalii (Rose) D.R.Hunt
  - Mammillaria heyderi subsp. meiacantha (Engelm.) D.R.Hunt
- Mammillaria huitzilopochtli D.R.Hunt
  - Mammillaria huitzilopochtli subsp. huitzilopochtli
  - Mammillaria huitzilopochtli subsp. niduliformis (A.B.Lau) Pilbeam
- Mammillaria humboldtii Ehrenb.
- Mammillaria jaliscana (Britton & Rose) Boed.
  - Mammillaria jaliscana subsp. jaliscana
  - Mammillaria jaliscana subsp. zacatecasensis (Shurly) D.R.Hunt
- Mammillaria johnstonii (Britton & Rose) Orcutt
- Mammillaria karwinskiana Mart.
  - Mammillaria karwinskiana subsp. beiselii (Diers) D.R.Hunt
  - Mammillaria karwinskiana subsp. collinsii (Britton & Rose) D.R.Hunt
  - Mammillaria karwinskiana subsp. karwinskiana
  - Mammillaria karwinskiana subsp. nejapensis (R.T.Craig & E.Y.Dawson) D.R.Hunt
- Mammillaria klissingiana Boed.
- Mammillaria knippeliana Quehl
- Mammillaria kraehenbuehlii (Krainz) Krainz
- Mammillaria lasiacantha Engelm.
- Mammillaria laui D.R.Hunt
  - Mammillaria laui subsp. dasyacantha (D.R.Hunt) D.R.Hunt
  - Mammillaria laui subsp. laui
  - Mammillaria laui subsp. subducta (D.R.Hunt) D.R.Hunt
- Mammillaria lenta K.Brandegee
- Mammillaria linaresensis R.Wolf & F.Wolf
- Mammillaria longiflora (Britton & Rose) A.Berger
  - Mammillaria longiflora subsp. longiflora
  - Mammillaria longiflora subsp. tepexicensis (J.Meyrán) Lüthy
- Mammillaria longimamma DC.
- Mammillaria luethyi G.S.Hinton
- Mammillaria magnifica F.G.Buchenau
- Mammillaria magnimamma Haw.
- Mammillaria mammillaris (L.) H.Karst.
- Mammillaria marcosii W.A.Fitz Maur., B.Fitz Maur. & Glass
- Mammillaria marksiana Krainz
- Mammillaria mathildae Kraehenb. & Krainz
- Mammillaria matudae Bravo
- Mammillaria mazatlanensis K.Schum.
- Mammillaria melaleuca Karw. ex Salm-Dyck
- Mammillaria melanocentra Poselg.
  - Mammillaria melanocentra subsp. melanocentra
  - Mammillaria melanocentra subsp. rubrograndis (Repp. & A.B.Lau) D.R.Hunt
- Mammillaria mercadensis Patoni
- Mammillaria meyranii Bravo
- Mammillaria microhelia Werderm.
- Mammillaria moelleriana Boed.
- Mammillaria morganiana Tiegel
- Mammillaria muehlenpfordtii C.F.Först.
- Mammillaria multihamata Boed.
- Mammillaria mystax Mart.
- Mammillaria nana Backeb.
- Mammillaria napina J.A.Purpus
- Mammillaria nivosa Link ex Pfeiff.
- Mammillaria nunezii (Britton & Rose) Orcutt
  - Mammillaria nunezii subsp. bella (Backeb.) D.R.Hunt
  - Mammillaria nunezii subsp. nunezii
- Mammillaria orcuttii Boed.
- Mammillaria oteroi Glass & R.A.Foster
- Mammillaria painteri Rose
- Mammillaria parkinsonii Ehrenb.
- Mammillaria pectinifera F.A.C.Weber
  - Mammillaria pectinifera subsp. pectinifera
  - Mammillaria pectinifera subsp. solisioides (Backeb.) D.R.Hunt
- Mammillaria peninsularis (Britton & Rose) Orcutt
- Mammillaria pennispinosa Krainz
  - Mammillaria pennispinosa subsp. nazasensis (Glass & R.A.Foster) D.R.Hunt
  - Mammillaria pennispinosa subsp. pennispinosa
- Mammillaria perbella Hildm. ex K.Schum.
- Mammillaria petrophila K.Brandegee
  - Mammillaria petrophila subsp. arida (Rose ex Quehl) D.R.Hunt
  - Mammillaria petrophila subsp. baxteriana (H.E.Gates) D.R.Hunt
  - Mammillaria petrophila subsp. petrophila
- Mammillaria petterssonii Hildm.
- Mammillaria picta Meinsh.
- Mammillaria pilispina J.A.Purpus
- Mammillaria plumosa F.A.C.Weber
- Mammillaria polyedra Mart.
- Mammillaria polythele Mart.
  - Mammillaria polythele subsp. obconella (Scheidw.) D.R.Hunt
  - Mammillaria polythele subsp. polythele
- Mammillaria pottsii Scheer ex Salm-Dyck
- Mammillaria pringlei (J.M.Coult.) K.Brandegee
- Mammillaria prolifera (Mill.) Haw.
  - Mammillaria prolifera subsp. arachnoidea (D.R.Hunt) D.R.Hunt
  - Mammillaria prolifera subsp. haitiensis (K.Schum.) D.R.Hunt
  - Mammillaria prolifera subsp. prolifera
  - Mammillaria prolifera subsp. texana (Engelm.) D.R.Hunt
- Mammillaria rekoi (Britton & Rose) Vaupel
  - Mammillaria rekoi subsp. aureispina (A.B.Lau) D.R.Hunt
  - Mammillaria rekoi subsp. leptacantha (A.B.Lau) D.R.Hunt
  - Mammillaria rekoi subsp. rekoi
- Mammillaria rettigiana Boed.
- Mammillaria rhodantha Link & Otto
  - Mammillaria rhodantha subsp. fera-rubra (Schmoll ex R.T.Craig) D.R.Hunt
  - Mammillaria rhodantha subsp. mccartenii D.R.Hunt
  - Mammillaria rhodantha subsp. mollendorffiana (Shurly) D.R.Hunt
  - Mammillaria rhodantha subsp. rhodantha
- Mammillaria roseoalba Boed.
- Mammillaria sanchez-mejoradae Rodr.González
- Mammillaria sartorii J.A.Purpus
- Mammillaria scheinvariana R.Ortega V. & Glass
- Mammillaria schiedeana Ehrenb.
  - Mammillaria schiedeana subsp. dumetorum (J.A.Purpus) D.R.Hunt
  - Mammillaria schiedeana subsp. giselae (Mart.-Aval. & Glass) Lüthy
  - Mammillaria schiedeana subsp. schiedeana
- Mammillaria schwarzii Shurly
- Mammillaria scrippsiana (Britton & Rose) Orcutt
- Mammillaria senilis Lodd. ex Salm-Dyck
- Mammillaria sinistrohamata Boed.
- Mammillaria sonorensis R.T.Craig
- Mammillaria sphacelata Mart.
  - Mammillaria sphacelata subsp. sphacelata
  - Mammillaria sphacelata subsp. viperina (J.A.Purpus) D.R.Hunt
- Mammillaria sphaerica A.Dietr.
- Mammillaria spinosissima Lem.
  - Mammillaria spinosissima subsp. pilcayensis (Bravo) D.R.Hunt
  - Mammillaria spinosissima subsp. spinosissima
  - Mammillaria spinosissima subsp. tepoxtlana D.R.Hunt
- Mammillaria standleyi (Britton & Rose) Orcutt
- Mammillaria supertexta Mart. ex Pfeiff.
- Mammillaria surculosa Boed.
- Mammillaria tayloriorum Glass & R.A.Foster
- Mammillaria tonalensis D.R.Hunt
- Mammillaria uncinata Zucc. ex Pfeiff.
- Mammillaria varieaculeata F.G.Buchenau
- Mammillaria vetula Mart.
  - Mammillaria vetula subsp. gracilis (Pfeiff.) D.R.Hunt
  - Mammillaria vetula subsp. vetula
- Mammillaria wagneriana Boed.
- Mammillaria weingartiana Boed.
- Mammillaria wiesingeri Boed.
  - Mammillaria wiesingeri subsp. apamensis (Repp.) D.R.Hunt
  - Mammillaria wiesingeri subsp. wiesingeri
- Mammillaria winterae Boed.
  - Mammillaria winterae subsp. aramberri D.R.Hunt
  - Mammillaria winterae subsp. winterae
- Mammillaria xaltianguensis Sánchez-Mej.
  - Mammillaria xaltianguensis subsp. bambusiphila (Repp.) D.R.Hunt
  - Mammillaria xaltianguensis subsp. xaltianguensis
- Mammillaria zeilmanniana Boed.
- Mammillaria zephyranthoides Scheidw.
  - Mammillaria zephyranthoides subsp. heidiae (Krainz) Lüthy
  - Mammillaria zephyranthoides subsp. zephyranthoides
- Mammillaria zublerae Repp.

Synonyme der Gattung sind Cactus L. (1753, nom. rej.), Neomammillaria Britton & Rose (1923), Dolichothele (K.Schum.) Britton & Rose (1923), Mammariella Shafer (1913), Bartschella Britton & Rose (1923), Mamillopsis Britton & Rose (1923), Phellosperma Britton & Rose (1923), Solisia Britton & Rose (1923), Lactomamillaria Frič (1924), Haagea Frič (1925, nom. illeg.), Chilita Orcutt (1926), Porfiria Boed. (1926), Krainzia Backeb. (1938), Ebnerella Buxb. (1951), Leptocladia Buxb. (1951), Mammilloydia Buxb. (1951), Oehmea Buxb. (1951), Pseudomammillaria Buxb. (1951), Leptocladodia Buxb. (1954) und Escobariopsis Doweld (2000).

### Systematik nach E.F.Anderson/Eggli (2005)
Die Gattung Mammillaria umfasst folgende Arten:
- Untergattung Dolichothele K.Schum.
  - Mammillaria baumii Boed.
  - Mammillaria carretii Rebut ex K.Schum.
  - Mammillaria longimamma DC.
  - Mammillaria melaleuca Karw. ex Salm-Dyck
  - Mammillaria sphaerica A.Dietr.
  - Mammillaria surculosa Boed.

- Untergattung Oehmea (Buxb.) D.R.Hunt
  - Mammillaria beneckei C.Ehrenb.

- Untergattung Cochemiea K.Brandegee ≡ Cochemiea (K.Brandegee) Walton
  - Sektion Phellosperma (Britton & Rose) Moran
    - Serie Phellosperma (Britton & Rose) Lüthy
      - Mammillaria barbata Engelm. ≡ Cochemiea barbata (Engelm.) Doweld
      - Mammillaria guelzowiana Werderm. ≡ Cochemiea guelzowiana (Werderm.) P.B.Breslin & Majure
      - Mammillaria tetrancistra Engelm. ≡ Cochemiea tetrancistra (Engelm.) P.B.Breslin & Majure
      - Mammillaria wrightii Engelm. ≡ Cochemiea wrightii (Engelm. & J.M.Bigelow) Doweld
        - Mammillaria wrightii subsp. wilcoxii  (Toumey ex K.Schum.) D.R.Hunt ≡ Cochemiea wrightii subsp. wilcoxii (Toumey ex K.Schum.) Doweld
        - Mammillaria wrightii subsp. wrightii ≡ Cochemiea wrightii subsp. wrightii

    - Serie Zephyranthoides E.Kuhn & B.Hofm.
      - Mammillaria heidiae Krainz ≡ Mammillaria zephyranthoides subsp. heidiae (Krainz) Lüthy
      - Mammillaria zephyranthoides Scheidw.

  - Sektion Cochemiea (K.Brandegee) Lüthy
    - Serie Anchistracanthae K.Schum.
      - Mammillaria albicans (Britton & Rose) A.Berger ≡ Cochemiea albicans (Britton & Rose) P.B.Breslin & Majure
      - Mammillaria angelensis R.T.Craig ≡ Cochemiea angelensis (R.T.Craig) P.B.Breslin & Majure
      - Mammillaria armillata K.Brandegee ≡ Cochemiea armillata (K.Brandegee) P.B.Breslin & Majure
      - Mammillaria blossfeldiana Boed. ≡ Cochemiea blossfeldiana (Boed.) P.B.Breslin & Majure
      - Mammillaria capensis (H.E.Gates) R.T.Craig ≡ Cochemiea capensis (H.E.Gates) Doweld
      - Mammillaria cerralboa (Britton & Rose) Orcutt ≡ Cochemiea cerralboa (Britton & Rose) P.B.Breslin & Majure
      - Mammillaria dioica K.Brandegee ≡ Cochemiea dioica (K.Brandegee) Doweld
      - Mammillaria estebanensis G.E.Linds. ≡ Cochemiea estebanensis (G.E.Linds.) P.B.Breslin & Majure
      - Mammillaria fraileana (Britton & Rose) Boed. ≡ Cochemiea fraileana (Britton & Rose) P.B.Breslin & Majure
      - Mammillaria goodridgii Scheer
      - Mammillaria grahamii Engelm. ≡ Cochemiea grahamii (Engelm.) Doweld
      - Mammillaria hutchisoniana (H.E.Gates) Boed. ≡ Cochemiea hutchisoniana (H.E.Gates) P.B.Breslin & Majure
        - Mammillaria hutchisoniana subsp. hutchisoniana ≡ Cochemiea hutchisoniana subsp. hutchisoniana
        - Mammillaria hutchisoniana subsp. louisa G.E.Linds. ≡ Cochemiea hutchisoniana subsp. louisa (G.E.Linds.) Majure

      - Mammillaria mainiae K.Brandegee ≡ Cochemiea mainiae (K.Brandegee) P.B.Breslin & Majure
      - Mammillaria mazatlanensis K.Schum. ex Gürke
        - Mammillaria mazatlanensis subsp. mazatlanensis
        - Mammillaria mazatlanensis subsp. patonii (Bravo) D.R.Hunt = Mammillaria mazatlanensis K.Schum. ex Gürke

      - Mammillaria multidigitata Radley ex G.E.Linds. ≡ Cochemiea multidigitata (Radley ex G.E.Linds.) P.B.Breslin & Majure
      - Mammillaria neopalmeri R.T.Craig ≡ Cochemiea palmeri (J.M.Coult.) P.B.Breslin & Majure
      - Mammillaria phitauiana (E.M.Baxter) Werderm. ex Backeb. ≡ Cochemiea phitauiana (E.M.Baxter) Doweld
      - Mammillaria sheldonii (Britton & Rose) Boed. ≡ Cochemiea sheldonii (Britton & Rose) Doweld
      - Mammillaria thornberi Orcutt ≡ Cochemiea thornberi (Orcutt) P.B.Breslin & Majure
        - Mammillaria thornberi subsp. thornberi ≡ Cochemiea thornberi subsp. thornberi
        - Mammillaria thornberi subsp. yaquensis (R.T.Craig) D.R.Hunt ≡ Cochemiea thornberi subsp. yaquensis (R.T.Craig) P.B.Breslin & Majure

    - Serie Bartschella (Britton & Rose) Lüthy
      - Mammillaria boolii G.E.Linds. ≡ Cochemiea boolii (G.E.Linds.) P.B.Breslin & Majure
      - Mammillaria insularis H.E.Gates ≡ Cochemiea insularis (H.E.Gates) P.B.Breslin & Majure
      - Mammillaria schumannii Hildm. ≡ Cochemiea schumannii (Hildm.) P.B.Breslin & Majure

    - Serie Cochemiae (K.Brandegee) Lüthy
      - Mammillaria halei Brandegee ≡ Cochemiea halei (Brandegee) Walton
      - Mammillaria maritima (G.E.Linds.) D.R.Hunt ≡ Cochemiea maritima G.E.Linds.
      - Mammillaria pondii Greene ≡ Cochemiea pondii (Greene) Walton
      - Mammillaria poselgeri Hildm. ≡ Cochemiea poselgeri (Hildm.) Britton & Rose
      - Mammillaria setispina (Engelm. ex J.M.Coult.) K.Brandegee ≡ Cochemiea setispina (Engelm. ex J.M.Coult.) Walton

  - Sektion Krainzia (Backeb.) Buxb.
    - Serie Herrerae Lüthy
      - Mammillaria albiflora (Werderm.) Backeb.
      - Mammillaria herrerae Werderm.
      - Mammillaria humboldtii C.Ehrenb.
      - Mammillaria luethyi G.S.Hinton
      - Mammillaria roemeri Wolfg.Krüger & W.Rischer = Mammillaria formosa subsp. chionocephala (J.A.Purpus) D.R.Hunt
      - Mammillaria sanchez-mejoradae Rodr.González

    - Serie Longiflora D.R.Hunt
      - Mammillaria deherdtiana Farwig
        - Mammillaria deherdtiana subsp. deherdtiana
        - Mammillaria deherdtiana subsp. dodsonii (Bravo) D.R.Hunt

      - Mammillaria hernandezii Glass & R.A.Foster
      - Mammillaria longiflora (Britton & Rose) A.Berger
        - Mammillaria longiflora subsp. longiflora
        - Mammillaria longiflora subsp. stampferi (Repp.) D.R.Hunt = Mammillaria longiflora subsp. longiflora

      - Mammillaria napina J.A.Purpus
      - Mammillaria saboae Glass ≡ Cochemiea saboae (Glass) Doweld
        - Mammillaria saboae subsp. saboae ≡ Cochemiea saboae subsp. saboae
        - Mammillaria saboae subsp. goldii (Glass & R.A.Foster) D.R.Hunt ≡ Cochemiea saboae subsp. goldii (Glass & R.A.Foster) Doweld
        - Mammillaria saboae subsp. haudeana (A.B.Lau & K.Wagner) D.R.Hunt ≡ Cochemiea saboae subsp. haudeana (A.B.Lau & K.Wagner) Doweld
        - Mammillaria saboae subsp. roczekii Rischer & Wolfg.Krüger = Cochemiea saboae (Glass) Doweld

      - Mammillaria tepexicensis J.Meyrán ≡ Mammillaria longiflora subsp. tepexicensis (J.Meyrán) Lüthy
      - Mammillaria theresae Cutak ≡ Cochemiea theresae (Cutak) Doweld

  - Sektion Mamillopsis E.Morren
    - Mammillaria senilis Lodd. in Salm-Dyck

- Untergattung Mammillaria
  - Sektion Cylindricothelae Lem.
    - Serie Bombycinae Lüthy
      - Mammillaria bombycina Quehl
      - Mammillaria brachytrichion Lüthy = Mammillaria mercadensis Patoni
      - Mammillaria glassii R.A.Foster
        - Mammillaria glassii subsp. glassii
        - Mammillaria glassii subsp. ascensionis (Repp.) D.R.Hunt = Mammillaria glassii R.A.Foster

      - Mammillaria guillauminiana Backeb.
      - Mammillaria jaliscana (Britton & Rose) Boed.
      - Mammillaria mercadensis Patoni
      - Mammillaria moelleriana Boed.
      - Mammillaria pennispinosa Krainz
      - Mammillaria perezdelarosae Bravo & Scheinvar ≡ Mammillaria bombycina subsp. perezdelarosae (Bravo & Scheinvar) D.R.Hunt
        - Mammillaria perezdelarosae subsp. perezdelarosae ≡ Mammillaria perezdelarosae Bravo & Scheinvar
        - Mammillaria perezdelarosae subsp. andersoniana W.A. & Betty Fitz Maurice = Mammillaria bombycina subsp. perezdelarosae (Bravo & Scheinvar) D.R.Hunt

      - Mammillaria weingartiana Boed.

    - Serie Lasiacanthae D.R.Hunt
      - Mammillaria aureilanata Backeb.
      - Mammillaria carmenae Castañeda
      - Mammillaria gasseriana Boed.
      - Mammillaria lasiacantha Engelm.
        - Mammillaria lasiacantha subsp. lasiacantha
        - Mammillaria lasiacantha subsp. egregia (Backeb. ex Rogoz. & Appenz.) D.R.Hunt = Mammillaria lasiacantha Engelm.
        - Mammillaria lasiacantha subsp. hyalina D.R.Hunt = Mammillaria lasiacantha Engelm.

      - Mammillaria laui D.R.Hunt
        - Mammillaria laui subsp. laui
        - Mammillaria laui subsp. dasyacantha (D.R.Hunt) D.R.Hunt
        - Mammillaria laui subsp. subducta (D.R.Hunt) D.R.Hunt

      - Mammillaria lenta K.Brandegee
      - Mammillaria magallanii F.Schmoll ex R.T.Craig = Mammillaria lasiacantha Engelm.
      - Mammillaria plumosa F.A.C.Weber
      - Mammillaria schiedeana C.Ehrenb.
        - Mammillaria schiedeana subsp. schiedeana
        - Mammillaria schiedeana subsp. dumetorum (J.A.Purpus) D.R.Hunt
        - Mammillaria schiedeana subsp. giselae (Mart.-Aval. & Glass) Lüthy

    - Serie Proliferae D.R.Hunt
      - Mammillaria albicoma Boed.
      - Mammillaria picta Meinsh.
        - Mammillaria picta subsp. picta
        - Mammillaria picta subsp. viereckii (Boed.) D.R.Hunt = Mammillaria picta Meinsh.

      - Mammillaria pilispina J.A.Purpus
      - Mammillaria prolifera (Mill.) Haw.
        - Mammillaria prolifera subsp. prolifera
        - Mammillaria prolifera subsp. arachnoidea (D.R.Hunt) D.R.Hunt
        - Mammillaria prolifera subsp. haitiensis (K.Schum.) D.R.Hunt
        - Mammillaria prolifera subsp. texana (Engelm.) D.R.Hunt

      - Mammillaria vetula Mart.
        - Mammillaria vetula subsp. vetula
        - Mammillaria vetula subsp. gracilis (Pfeiff.) D.R.Hunt

      - Mammillaria zublerae Repp.

    - Serie Pectiniferae E.Kuhn & B.Hofm.
      - Mammillaria pectinifera F.A.C.Weber
      - Mammillaria solisioides Backeb. ≡ Mammillaria pectinifera subsp. solisioides (Backeb.) D.R.Hunt

    - Serie Sphacelatae D.R.Hunt
      - Mammillaria kraehenbuehlii (Krainz) Krainz
      - Mammillaria oteroi Glass & R.A.Foster
      - Mammillaria sphacelata Mart.
        - Mammillaria sphacelata subsp. sphacelata
        - Mammillaria sphacelata subsp. viperina (J.A.Purpus) D.R.Hunt

      - Mammillaria tonalensis D.R.Hunt

    - Serie Stylothelae Pfeiff. ex K.Schum.
      - Mammillaria anniana Glass & R.A.Foster
      - Mammillaria bocasana Poselg.
        - Mammillaria bocasana subsp. bocasana
        - Mammillaria bocasana subsp. eschauzieri  (J.M.Coult.) W.A.Fitz Maur. & B.Fitz Maur. = Mammillaria bocasana Poselg.

      - Mammillaria crinita DC.
      - Mammillaria erythrosperma Boed.
      - Mammillaria fittkaui Glass & R.A.Foster
      - Mammillaria glochidiata Mart.
      - Mammillaria limonensis Repp. ≡ Mammillaria fittkaui subsp. limonensis (Repp.) Lüthy
      - Mammillaria marcosii W.A.Fitz Maur., B.Fitz Maur. & Glass
      - Mammillaria mathildae Kraehenb. & Krainz
      - Mammillaria schwarzii Shurly
      - Mammillaria stella-de-tacubaya Heese = Mammillaria lasiacantha Engelm.

  - Sektion Stelligerae Salm-Dyck
    - Serie Decipiens D.R.Hunt
      - Mammillaria decipiens Scheidw.
        - Mammillaria decipiens subsp. decipiens
        - Mammillaria decipiens subsp. albescens (Tiegel) D.R.Hunt
        - Mammillaria decipiens subsp. camptotricha (Dams) D.R.Hunt

    - Serie Heterochlorae (Salm-Dyck) K.Schum.
      - Mammillaria discolor Haw.
        - Mammillaria discolor subsp. discolor
        - Mammillaria discolor subsp. esperanzaensis (Boed.) D.R.Hunt = Mammillaria discolor Haw.

      - Mammillaria wiesingeri Boed.
        - Mammillaria wiesingeri subsp. wiesingeri
        - Mammillaria wiesingeri subsp. apamensis (Repp.) D.R.Hunt

    - Serie Leptocladodae Lem. ex K.Schum.
      - Mammillaria densispina (J.M.Coult.) K.Brandegee
      - Mammillaria elongata DC.
        - Mammillaria elongata subsp. elongata
        - Mammillaria elongata subsp. echinaria (DC) D.R.Hunt

      - Mammillaria microhelia Werderm.
      - Mammillaria mieheana Tiegel
      - Mammillaria pottsii Scheer in Salm-Dyck

    - Serie Polyacanthae (Salm-Dyck) K.Schum.
      - Mammillaria backebergiana F.G.Buchenau
        - Mammillaria backebergiana subsp. backebergiana
        - Mammillaria backebergiana subsp. ernestii (Fittkau) D.R.Hunt

      - Mammillaria duoformis R.T.Craig & E.Y.Dawson
      - Mammillaria guerreronis (Bravo) Backeb.
      - Mammillaria machucae W.A.Fitz Maur. & B.Fitz Maur. = Mammillaria nunezii subsp. nunezii
      - Mammillaria magnifica F.G.Buchenau
      - Mammillaria matudae Bravo
      - Mammillaria meyranii Bravo
      - Mammillaria nunezii (Britton & Rose) Orcutt
        - Mammillaria nunezii subsp. nunezii
        - Mammillaria nunezii subsp. bella (Backeb.) D.R.Hunt

      - Mammillaria rekoi (Britton & Rose) Vaupel
        - Mammillaria rekoi subsp. rekoi
        - Mammillaria rekoi subsp. aureispina (A.B.Lau) D.R.Hunt
        - Mammillaria rekoi subsp. leptacantha (A.B.Lau) D.R.Hunt

      - Mammillaria spinosissima Lem.
        - Mammillaria spinosissima subsp. spinosissima
        - Mammillaria spinosissima subsp. pilcayensis (Bravo) D.R.Hunt
        - Mammillaria spinosissima subsp. tepoxtlana (A.Dietr.) D.R.Hunt

      - Mammillaria xaltianguensis Sánchez-Mej.
        - Mammillaria xaltianguensis subsp. xaltianguensis
        - Mammillaria xaltianguensis subsp. bambusiphila (Repp.) D.R.Hunt

    - Serie Rhodanthae Lüthy
      - Mammillaria polythele Mart.
        - Mammillaria polythele subsp. polythele
        - Mammillaria polythele subsp. durispina (Boed.) D.R.Hunt = Mammillaria polythele subsp. polythele
        - Mammillaria polythele subsp. obconella (Scheidw..) D.R.Hunt

      - Mammillaria rhodantha Link & Otto
        - Mammillaria rhodantha subsp. rhodantha
        - Mammillaria rhodantha subsp. aureiceps (Lem.) D.R.Hunt = Mammillaria rhodantha Link & Otto
        - Mammillaria rhodantha subsp. fera-rubra (F.Schmoll ex R.T.Craig) D.R.Hunt
        - Mammillaria rhodantha subsp. mccartenii D.R.Hunt
        - Mammillaria rhodantha subsp. mollendorffiana (Shurly) D.R.Hunt
        - Mammillaria rhodantha subsp. pringlei (J.M.Coult.) D.R.Hunt ≡ Mammillaria pringlei (J.M.Coult.) K.Brandegee
        - Mammillaria rhodantha subsp. santarosensis Rogozinski & Plein = Mammillaria rhodantha Link & Otto

    - Serie Supertextae
      - Mammillaria albilanata Backeb.
        - Mammillaria albilanata subsp. albilanata
        - Mammillaria albilanata subsp. oaxacana D.R.Hunt
        - Mammillaria albilanata subsp. reppenhagenii (D.R.Hunt) D.R.Hunt
        - Mammillaria albilanata subsp. tegelbergiana (H.E. Gates ex G.E. Lindsay) D.R.Hunt

      - Mammillaria columbiana Salm-Dyck
        - Mammillaria columbiana subsp. columbiana
        - Mammillaria columbiana subsp. yucatanensis (Britton & Rose) D.R.Hunt

      - Mammillaria crucigera Mart.
        - Mammillaria crucigera subsp. crucigera
        - Mammillaria crucigera subsp. tlalocii (Repp.) D.R.Hunt

      - Mammillaria dixanthocentron Backeb. ex Mottram
      - Mammillaria eriacantha Link & Otto ex Pfeiff.
      - Mammillaria flavicentra Backeb. ex Mottram
      - Mammillaria haageana Pfeiff.
        - Mammillaria haageana subsp. haageana
        - Mammillaria haageana subsp. acultzingensis (T.Linzen, Rogoz. & F.Wolf) D.R.Hunt = Mammillaria haageana Pfeiff.
        - Mammillaria haageana subsp. conspicua (J.A.Purpus) D.R.Hunt = Mammillaria haageana Pfeiff.
        - Mammillaria haageana subsp. elegans (DC) D.R.Hunt = Mammillaria haageana Pfeiff.
        - Mammillaria haageana subsp. san-angelensis (Sánchez-Mej.) D.R.Hunt = Mammillaria haageana Pfeiff.
        - Mammillaria haageana subsp. schmollii (R.T.Craig) D.R.Hunt Mammillaria haageana Pfeiff.

      - Mammillaria halbingeri Boed.
      - Mammillaria huitzilopochtli D.R.Hunt
        - Mammillaria huitzilopochtli subsp. huitzilopochtli
        - Mammillaria huitzilopochtli subsp. niduliformis (A.B.Lau) Pilbeam

      - Mammillaria supertexta Mart. ex Pfeiff.

  - Sektion Mammillaria
    - Serie Leucocephalae (Lem.) ex K.Schum.
      - Mammillaria amajacensis Brachet & M.Lacoste = Mammillaria orcuttii Boed.
      - Mammillaria chionocephala J.A.Purpus ≡ Mammillaria formosa subsp. chionocephala (J.A.Purpus) D.R.Hunt
      - Mammillaria formosa Galeotti ex Scheidw.
        - Mammillaria formosa subsp. formosa
        - Mammillaria formosa subsp. microthele (Muehlenpf.) D.R.Hunt
        - Mammillaria formosa subsp. pseudocrucigera (R.T.Craig) D.R.Hunt

      - Mammillaria geminispina Haw.
        - Mammillaria geminispina subsp. geminispina
        - Mammillaria geminispina subsp. leucocentra (A.Berg) D.R.Hunt

      - Mammillaria hahniana Werderm.
        - Mammillaria hahniana subsp. hahniana
        - Mammillaria hahniana subsp. bravoae (R.T.Craig) D.R.Hunt = Mammillaria hahniana Werderm.
        - Mammillaria hahniana subsp. mendeliana (Bravo) D.R.Hunt = Mammillaria hahniana Werderm.
        - Mammillaria hahniana subsp. woodsii (R.T.Craig) D.R.Hunt = Mammillaria hahniana Werderm.

      - Mammillaria klissingiana Boed.
      - Mammillaria morganiana Tiegel
      - Mammillaria muehlenpfordtii C.F.Först.
      - Mammillaria orcuttii Boed.
      - Mammillaria parkinsonii Ehrenb.
      - Mammillaria perbella Hildm. ex K.Schum.
      - Mammillaria sempervivi DC. = Mammillaria formosa subsp. pseudocrucigera (R.T.Craig) D.R.Hunt

    - Serie Mammillaria
      - Mammillaria bocensis R.T.Craig
      - Mammillaria boelderliana Wohlschl.
      - Mammillaria brandegeei (J.M.Coult.) K.Brandegee
        - Mammillaria brandegeei subsp. brandegeei
        - Mammillaria brandegeei subsp. gabbii (J.M.Coulter) D.R.Hunt
        - Mammillaria brandegeei subsp. glareosa (Boed.) D.R.Hunt
        - Mammillaria brandegeei subsp. lewisiana (G.E.Lindsay ex H.E.Gates) D.R.Hunt

      - Mammillaria canelensis R.T.Craig = Mammillaria standleyi (Britton & Rose) Orcutt
      - Mammillaria coahuilensis (Boed.) Moran
        - Mammillaria coahuilensis subsp. coahuilensis
        - Mammillaria coahuilensis subsp. albiarmata (Boed.) D.R.Hunt = Mammillaria coahuilensis (Boed.) Moran

      - Mammillaria compressa DC.
        - Mammillaria compressa subsp. compressa
        - Mammillaria compressa subsp. centralifera (Repp.) D.R.Hunt

      - Mammillaria ekmanii Werderm.
      - Mammillaria evermanniana (Britton & Rose) Orcutt
      - Mammillaria gigantea Hildm. ex K.Schum.
        - Mammillaria gigantea subsp. gigantea
        - Mammillaria gigantea subsp. flavovirens Rogoz. & Plein

      - Mammillaria grusonii Runge
      - Mammillaria hertrichiana R.T.Craig = Mammillaria standleyi (Britton & Rose) Orcutt
      - Mammillaria heyderi Muehlenpf.
        - Mammillaria heyderi subsp. heyderi
        - Mammillaria heyderi subsp. gaumeri (Britton & Rose) D.R.Hunt
        - Mammillaria heyderi subsp. gummifera (Engelm.) D.R.Hunt
        - Mammillaria heyderi subsp. hemisphaerica (Engelm.) D.R.Hunt
        - Mammillaria heyderi subsp. macdougalii (Rose ex L.H.Bailey) D.R.Hunt
        - Mammillaria heyderi subsp. meiacantha (Engelm.) D.R.Hunt

      - Mammillaria johnstonii (Britton & Rose) Orcutt
      - Mammillaria lindsayi R.T.Craig = Mammillaria standleyi (Britton & Rose) Orcutt
      - Mammillaria lloydii (Britton & Rose) Orcutt
      - Mammillaria magnimamma Haw.
      - Mammillaria mammillaris (L.) H.Karst.
      - Mammillaria marksiana Krainz
      - Mammillaria melanocentra Poselg.
        - Mammillaria melanocentra subsp. melanocentra
        - Mammillaria melanocentra subsp. linaresensis (R.Wolf & F.Wolf) D.R.Hunt ≡ Mammillaria linaresensis R.Wolf & F.Wolf
        - Mammillaria melanocentra subsp. rubrograndis (Repp. & A.B.Lau ex Repp.) D.R.Hunt

      - Mammillaria miegiana W.H.Earle = Mammillaria standleyi (Britton & Rose) Orcutt
      - Mammillaria nivosa Link ex Pfeiff.
      - Mammillaria peninsularis (Britton & Rose) Orcutt
      - Mammillaria petrophila K.Brandegee
        - Mammillaria petrophila subsp. petrophila
        - Mammillaria petrophila subsp. arida (Rose ex Quehl) D.R.Hunt
        - Mammillaria petrophila subsp. baxteriana (H.E.Gates) D.R.Hunt

      - Mammillaria petterssonii Hildm.
      - Mammillaria roseoalba Boed.
      - Mammillaria scrippsiana (Britton & Rose) Orcutt
      - Mammillaria sonorensis R.T.Craig
      - Mammillaria standleyi (Britton & Rose) Orcutt
      - Mammillaria tayloriorum Glass & R.A.Foster
      - Mammillaria uncinata Zucc. ex Pfeiff.
      - Mammillaria wagneriana Boed.
      - Mammillaria winterae Boed.
        - Mammillaria winterae subsp. winterae
        - Mammillaria winterae subsp. aramberri D.R.Hunt

    - Serie Polyedrae Pfeiff. ex K.Schum.
      - Mammillaria carnea Zucc. ex Pfeiff.
      - Mammillaria karwinskiana Mart.
        - Mammillaria karwinskiana subsp. karwinskiana
        - Mammillaria karwinskiana subsp. beiselii (Diers) D.R.Hunt
        - Mammillaria karwinskiana subsp. collinsii (Britton & Rose) D.R.Hunt
        - Mammillaria karwinskiana subsp. nejapensis (R.T.Craig & E.Y.Dawson) D.R.Hunt

      - Mammillaria knippeliana Quehl
      - Mammillaria mystax Mart.
      - Mammillaria polyedra Mart.
      - Mammillaria sartorii J.A.Purpus
      - Mammillaria varieaculeata F.G.Buchenau
      - Mammillaria voburnensis Scheer
        - Mammillaria voburnensis subsp. voburnensis
        - Mammillaria voburnensis subsp. eichlamii (Quehl) D.R.Hunt ≡ Mammillaria eichlamii Quehl

Synonyme für die Gattung sind Cactus L. (1753), Cochemiea (K.Brandegee) Walton (1899), Bartschella Britton & Rose (1923), Dolichothele (Lem.) Britton & Rose (1923), Mamillopsis (E.Morren) F.A.C.Weber ex Britton & Rose (1923), Neomammillaria Britton & Rose (1923), Phellosperma Britton & Rose (1923), Solisia Britton & Rose (1923), Lactomammillaria Frič (1924), Chilita Orcutt (1926), Haagea Frič (1926), Porfiria Boed. (1926), Krainzia Backeb. (1938), Ebnerella Buxb. (1951), Leptocladia Buxb. (1951), Oehmea Buxb. (1951), Pseudomammillaria Buxb. (1951), Leptocladodia Buxb. (1954) und Escobariopsis Doweld (2000).

## Botanische Geschichte

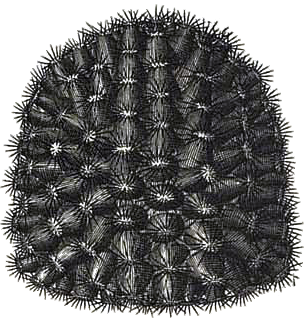
Diese Abbildung aus Leonard Plukenets Phytographia von 1691 dient zur Typisierung der Gattung Mammillaria

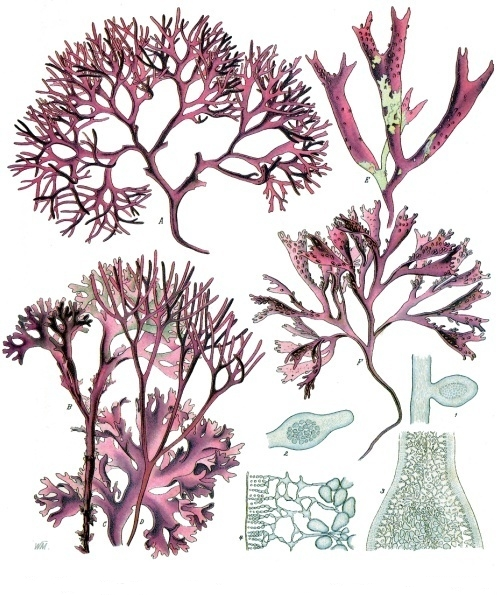
Gigartina mamillosa aus Eugen Köhlers Medizinal-Pflanzen von 1887 (gemeinsam mit Chondrus crispus abgebildet) ist die Algen-Art, die John Stackhouse 1809 zum Aufstellen seiner Algengattung Mammillaria veranlasste.

Lange Zeit gab es über die korrekte Schreibweise des Gattungsnamens Mammillaria und dessen taxonomische Gültigkeit Uneinigkeit. 1827 verwendete Heinrich Gottlieb Ludwig Reichenbach in einer überarbeiteten Auflage von Johann Christoph Mösslers Handbuch der Gewächskunde erstmals die Schreibweise „Mamillaria“. Joseph zu Salm-Reifferscheidt-Dyck behauptete 1850: „Der Genusname ist Mamillaria zu schreiben, weil er nicht vom Verbum ‘mamma’, sondern von der Verkleinerungsform mamilla abgeleitet ist.“ Viele renommierte Kakteenspezialisten folgten dieser Auffassung, darunter Karl Theodor Rümpler (1817–1891), Georg Engelmann, Karl Moritz Schumann, Ernst Schelle (1864–1945), Alwin Berger, Frederik Marcus Knuth (1904–1970) und Curt Backeberg. John Torrey und Asa Gray nutzen 1840 in ihrer Flora of North America mit „Mammilaria“ eine weitere orthographische Variante des Gattungsnamens.
Eine weitere Schwierigkeit ergab sich dadurch, dass John Stackhouse (1742–1819) drei Jahre vor Haworth bereits eine zwei Arten umfassende Gattung der Algen Mammillaria genannt hatte, die damit nach den Regeln der botanischen Nomenklatur Vorrang vor der Kakteengattung hatte. Beide Arten wurden später als Synonyme für die Algenart Mastocarpus stellatus (Goodenough & Woodward) J.Agardh erkannt. Otto Kuntze stellte 1891 in seinem Werk Revisio Generum Plantarum den Gattungsnamen Mammillaria vollständig in Frage und kombinierte alle bekannten Arten in die ursprünglich von Carl von Linné aufgestellte Gattung Cactus um. Nathaniel Lord Britton und Joseph Nelson Rose beschrieben aufgrund der Homonymie des Namens die neue Gattung Neomammillaria und bestimmten als deren Typus die Art Mammillaria simplex.
Einem Vorschlag von Hermann August Theodor Harms und weiteren Botanikern folgend wurde 1904 eine Liste von Gattungsnamen veröffentlicht, die entgegen dem unter den Botaniker akzeptierten Prioritätsprinzip aufgrund ihrer weiter Verbreitung als „nomen conservandum“ bewahrt werden sollten. Unter den von Harms empfohlenen Gattungsnamen befand sich auch die Gattung Mammillaria in der Schreibweise Mamillaria. Harms Liste fand Eingang in die dem 1905 in Wien tagenden Zweiten Internationalen Botanischen Kongress zur Annahme unterbreiteten Vorschläge und wurde vom Kongress angenommen.
In Vorbereitung auf den 1930 in Cambridge stattfindenden Internationalen Botanischen Kongress wurde die Liste der „Nomina Generica Conservanda“ durch Mary Letitia Green (1886–1978) um die Angabe der Typusart ergänzt und die Schreibweise des Gattungsnamens zu Mammillaria korrigiert. Durch den Tod von John Isaac Briquet (1870–1931) erschien der offizielle Text erst im Februar 1935. 1960 wurde schließlich der von Stackhouse publizierte Name endgültig durch Harold William Rickett (1896–1989) und Frans Antonie Stafleu (1921–1997) zurückgewiesen.

## Gefährdung
Mammillaria pectinifera und Mammillaria solisioides werden im Anhang I des Washingtoner Artenschutz-Übereinkommen geführt. Zu 192 Arten liegen in der Roten Liste gefährdeter Arten der International Union for Conservation of Nature and Natural Resources (IUCN) Daten vor.

## Nachweise

## Weiterführende Literatur
- Peter B. Breslin, Martin F. Wojciechowski, Lucas C. Majure: Molecular phylogeny of the Mammilloid clade (Cactaceae) resolves the monophyly of Mammillaria. In Taxon. 2021 (doi:10.1002/tax.12451).
- Héctor M. Hernández, Carlos Gómez-Hinostrosa: Mapping the cacti of Mexico. Part II. Mammillaria. In: Succulent Plant Research. Band 9, 2015, S. 1–189 (PDF).